# Винарија Моловин
Винарија Моловин се налази у Шиду, док се виногради винарије налазе на 220m високим јужним обронцима Фрушке горе, где се простире виногорје са два века дугом традицијом.
Виногради су површине 50ha, док тренутни капацитет винарије износи 150.000 литара вина годишње.

## Вински подрум
Вински подрум покрива површину од 790m² и поседује потребну опрему за висококвалитетну производњу и добијање врхунских вина. Тип подрума је спратни тако да се процес ферментације обавља на нивоу изнад дела подрума намењеног за чување и одлежавање вина. Док део који служи за одлежавање вина има изглед аутентичних старих подрума, где се налази 70 барика (храстова бурад). У циљу што квалитетнијег одлежавања и сазревања вина прецизно су дефинисали тостинг и врсту храста који највише одговара сортама из винограда. 

## Сорте грожђа
Беле сорте грожђа: Траминац, Рајнски и Италијански Ризлинг су сорте овог поднебља и на овим земљиштима дају најбоље резултате, посматрано квалитативно. Ово су сорте за врхунска и квалитетна бела вина које краси пуноћа киселина, карактеристична за северне рејоне, висок садржај шећера то јест алкохола у вину и њихова карактеристична и препознатљива арома. 
Црвене сорте грожђа: Мерлот, Црни Бургундац, Cabernet Suvignon, и Франковка су такође сорте за врхунска и квалитетна црвена вина, уз редукцију приноса на овим северним пределима. 
За групне посете постоји простор за дегустацију вина, намењен туристима, капацитета до 30 особа.